# Armée catholique et royale de Normandie
Die Armée catholique et royale de Normandie (deutsch Katholische und Königliche Armee der Normandie), manchmal einfach Armée royale de Normandie genannt, war eine Armee der Chouans, kommandiert von Louis de Frotté die auch Protestanten in ihren Reihen hatte. Die „Chouannerie normande“ war eingegrenzt zwischen dem Département Orne im Süden dem Département Manche dem  Comté du Maine und im Norden an das Département Mayenne.
Die Devise war:   La religion, le roi ou la mort ! (Die Religion, der König oder der Tod)
Nachdem das Vorhaben, die Monarchie wieder herzustellen im Jahre 1800 gescheitert war, wurde die Armée catholique et royale de Normandie aufgelöst bzw. löste sich von selbst auf. Eine Anzahl der Anführer wurde hingerichtet, aber auch eine ungewisse Anzahl der gewöhnlichen Mitglieder fiel den Racheaktionen der Republikaner zum Opfer.

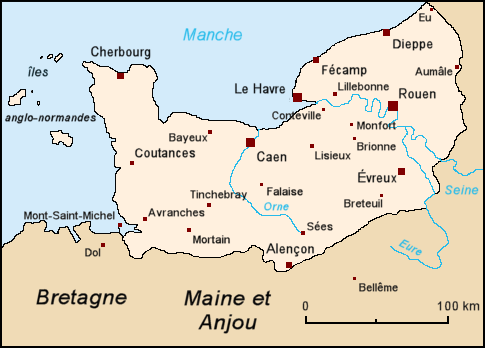
Hauptsächliches Kampfgelände der Armée royale de Normandie

## Zusammensetzung 1795 bis 1796
Stab
- Colonel und  Kommandant: Louis de Frotté
- Commandant en second[4] : Thomas Gabriel François d’Oilliamson

Personalstärke 4000 bis 5000 Mann
- Canton Avranches.

Chef de canton (Kommandant): Jean-Jacques de La Huppe de Larturière, genannt Bellavidès
- Canton Saint-Jean-des-Bois, (1500 Mann).

Chef de canton : du Lorent († 14. Dezember 1795 in Teilleul)
Chef de canton : Charles Louis de Godefroy de Bois-Jugan († am 31. März 1796 in der Schlacht bei Tinchebray)
Chef de canton : Étienne Martial Galiot de Mandat, genannt le Balafré († Caen am 18. September 1798)
- Canton Ambrières-les-Vallées, 1000 Mann.

Chef de canton : Charles-Nicolas de Saint-Paul de Lingeard
- Canton Flers, 800 Mann.

Chef de canton : François de Marguerye, genannt Griffon

## Divisionen (1799 bis 1800)
Stab
Maréchal de camp: Louis de Frotté († 18. Februar 1800)
Major général (Stabschef): Thomas Gabriel François d'Oilliamson, genannt Gabriel Varon († 1798)
Adjudant-général (1. Vertreter des Stabschefs): Louis Guérin de Bruslart
Adjudant-major (2. Vertreter des Stabschefs): Michel Moulin, genannt Michelot
- Personalstärke: 10.000 Mann
- Division de Saint-Jean-des-Bois, (1200 bis 1710 Mann).

Colonel: Louvet de Monceaux
- Division d'Ambrières,  (1000 Mann).

Colonel: Robert Julien Billard de Veaux, genannt Alexandre
- Division d’Avranches, (2000 bis 2487 Mann).

Colonel: René-François de Ruays, genannt Gérard
- - Major en second (Stellvertreter): de Saint-Quentin (gefallen am 31. Mai 1796 in der Schlacht bei Tinchebray)
- Division de Flers, (800 bis 1210 Mann).

Colonel: Baron Armand-Joseph de Commarque († 18. Februar 1800)
- - Major en second: Louis-René Gallery, Chevalier de L’Air du Bois, genannt La Terreur[8]
- Division der Pays d’Auge, Livarot und Vimoutiers, (500 bis 3000 Mann).

Colonel: Louis Picot, genannt Le Boucher des Bleus
- Division von Saint-James, (800 Mann).

Colonel: François Julien Morel d’Escures
- Division du Comté du Perche , (~ 500 Mann).

Colonel: Nicolas-Philibert Le Chandelier de Pierreville
- Division de Falaise, (1425 Mann).

Colonel: Baron Armand-Joseph de Commarque († 18. Februar 1800), dann
Colonel: Du Bruc
- Division von Coutances, Gavray und Périers, (240 Mann).

Colonel: M. d’Hugon († 18. Februar 1800)
- Division de Bayeux, (400 Mann).

Colonel: Adrien Bernardin Louis du Poërier de Portbail
- Division de la Presqu’île du Cotentin, (240 Mann).

Colonel: Jourdain de Saint-Sauveur
- Division d’Alençon, (~ 200 bis 400 Mann).

Colonel: Frotté de La Perrière
- Division de L’Aigle, (~ 100 bis 200 Mann).

Colonel: Pierre-Louis Brétignères de Courteilles
- Division de Lisieux, (~ 100 Mann).

Colonel: Charles César Le Gris de Neuville
- Division d’Aunay-Bocage.

Colonel: Maurice François Nicolas Filleul, chevalier de Fosse
- Division d’Évreux, (~ 100 Mann).

Colonel: Hilarion-Henri Hingant de Saint-Maur
- Division d’Elbeuf, (~ 50 Mann).

Colonel: Michel Louis Placide, marquis d’Aché (Ex-Offizier im Régiment de Bassigny)
- Division de Conches-en-Ouche, (~ 50 Mann).

Colonel: Isaac-Gabriel-Auguste Dumont de Bostaquet, marquis de Lamberville, genannt du Verdun (gefallen am 18. Februar 1800)
- Division de Pont-Audemer, (~ 50 Mann).

Colonel : Philippe Charles François Odoard du Hazey
- Division de Louviers, (~ 50 Mann).

Colonel : Charles Léonard Odoard du Hazey
Siehe auch
- Chevaliers de la couronne